# Burnfoot
Burnfoot (iriska: Bun na hAbhann) är en ort i republiken Irland.   Den ligger i grevskapet County Donegal och provinsen Ulster, i den norra delen av landet, 200 km norr om huvudstaden Dublin. Burnfoot ligger 3 meter över havet och antalet invånare är 466.
Terrängen runt Burnfoot är kuperad åt nordväst, men åt sydost är den platt. Burnfoot ligger nere i en dal.Runt Burnfoot är det ganska tätbefolkat, med 111 invånare per kvadratkilometer. Närmaste större samhälle är Buncrana, 9,8 km norr om Burnfoot. Trakten runt Burnfoot består i huvudsak av gräsmarker.